# Birgus latro
El cangrejo de los cocoteros (Birgus latro) es una especie de crustáceo decápodo de la familia Coenobitidae, la única de su género; es el artrópodo terrestre conocido más pesado que existe (el cangrejo más grande por longitud es el cangrejo gigante japonés). El cangrejo de los cocoteros es una especie de cangrejo ermitaño, cuya habilidad característica es abrir cocos con sus fuertes pinzas para alimentarse de su contenido.

## Sinonimia
En inglés recibe el nombre alternativo de robber crab o palm thief ("cangrejo ladrón" o "ladrón de palmeras", respectivamente), mientras que en alemán se le designa como Palmendieb. Estas denominaciones son debidas a su afición a robar objetos brillantes, como cubertería y envases metálicos de casas y tiendas de campaña. De hecho, el nombre binominal refleja esta conducta (del latín latro, "ladrón").
Se lo denomina además cangrejo ermitaño terrestre por su costumbre, en épocas de muda, de usar el caparazón de pequeños animales. Esto puede resultar confuso, ya que se aplica también a otras especies, como Coenobita variabilis.
En distintas regiones recibe nombres locales, como ayuyu, en Guam, unga o kaveu.

## Descripción física
Los informes sobre el tamaño de la especie difieren, aunque la mayoría de las referencias estiman un peso de más de 4 kg, longitud corporal de 40 cm y envergadura de patas de aproximadamente 1 o 2 m siendo los machos generalmente de mayor tamaño que las hembras. Se estima que es el límite teórico de tamaño para un artrópodo terrestre; en el caso de ejemplares marinos, donde el agua ayuda a soportar el peso, se alcanzan tamaños mayores, como, por ejemplo, Macrocheira kaempferi.
Presentan una longevidad entre 30 y 60 años, teniendo en cuenta que las referencias al respecto son muy variadas. El cuerpo del Birgus latro, como el de todos los decápodos, se divide en una sección central (cefalotórax) con 10 patas, y el abdomen. 
El primer par de patas está armado con grandes pinzas, que utiliza para romper los cocos con los que se alimenta, y para transportar además objetos de hasta 29 kg de peso. El siguiente par de patas, como en todos los cangrejos ermitaños, son poderosas patas para caminar y también trepar por los troncos de los cocoteros, hasta alcanzar 6 m de altura. El cuarto par es más pequeño, con pinzas en los extremos usadas por las crías para asegurarse el caparazón o una cáscara de coco como protección; los adultos las emplean para caminar y saltar. El último par de extremidades es muy pequeño y sirve solamente para limpiar los órganos de respiración. Estas patas se llevan usualmente dentro del caparazón, en la cavidad que contiene tales órganos.

### Protección del abdomen
Aunque la especie es un tipo derivado de los cangrejos ermitaños, solo los ejemplares juveniles utilizan conchas de caracol o caparazones para proteger su blando abdomen, y a veces usan cáscaras de coco con el mismo objetivo. A diferencia de otros ermitaños, los cangrejos adultos no emplean caparazones ajenos, sino que endurecen su armadura abdominal con depósitos de calcio y queratina. 
Otra estrategia de protección consiste en doblar su cola por debajo del abdomen, como hacen la mayoría de las especies de cangrejos. El abdomen endurecido protege al animal y reduce la pérdida de humedad, pero debe ser mudado a intervalos periódicos. La muda lleva aproximadamente 30 días, durante los cuales el cuerpo del cangrejo es blando y vulnerable, por lo que permanece escondido para protegerse.

### Respiración

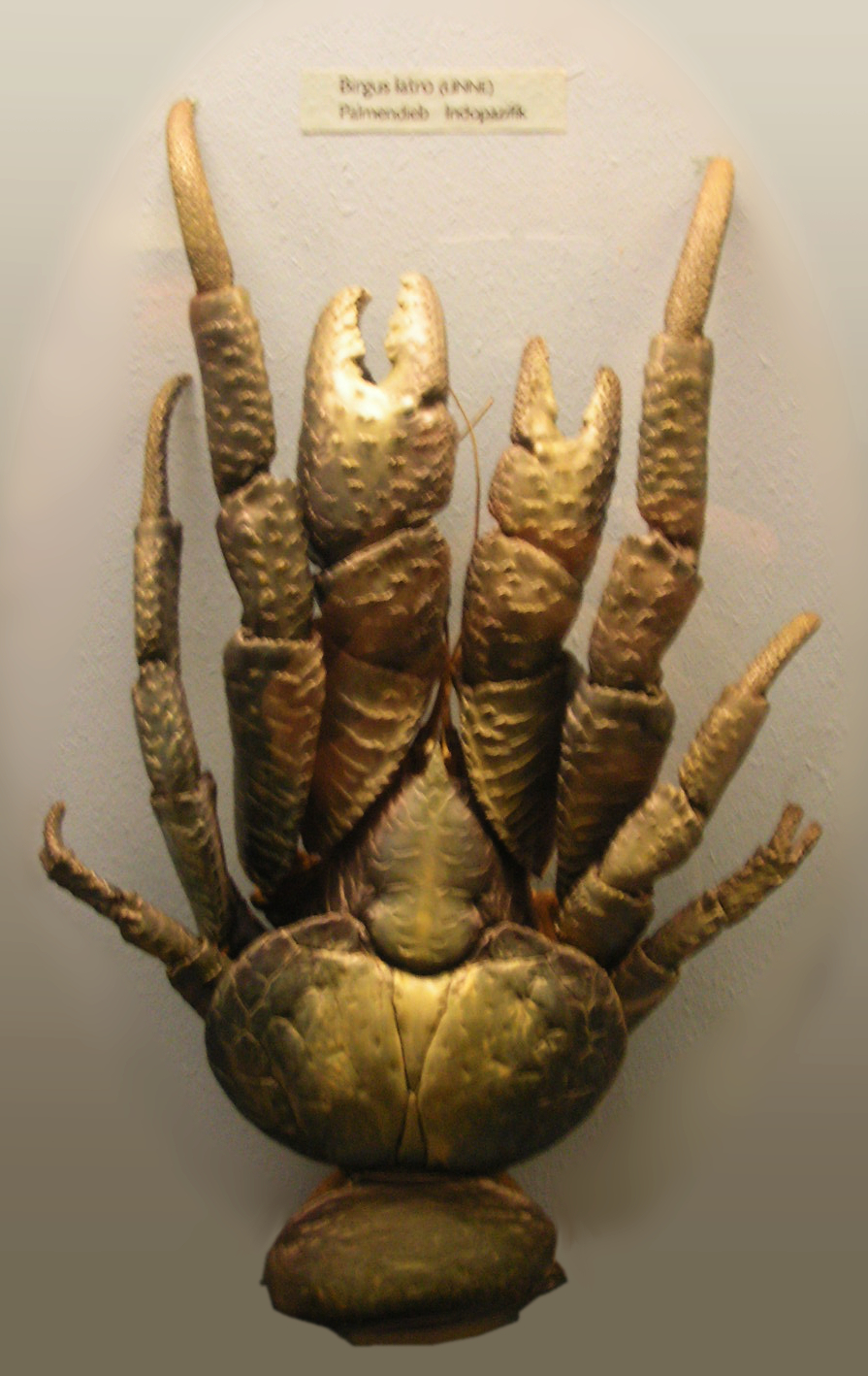
Ejemplar de Birgus latro exhibido en el Museo de Historia Natural de Viena.

En estado adulto, Birgus latro no puede nadar y se ahoga en el agua. Para respirar utiliza un órgano especial llamado pulmón braquial, que puede definirse como un estado evolutivo intermedio entre branquias y pulmones, y es una de las adaptaciones más características de la especie a su ecosistema. 
Las cámaras de este órgano respiratorio se ubican detrás del cefalotórax y contienen un tejido biológico similar al que se encuentra en las branquias, pero adaptado a la absorción del oxígeno del aire, en lugar del agua. El último par de patas le sirve de herramienta de limpieza y para humedecerlos con agua de mar, ya que los órganos respiratorios requieren agua para funcionar. Con este fin, el cangrejo golpea frecuentemente sus patas húmedas contra los tejidos esponjosos; con la misma técnica el cangrejo puede beber agua de mar.
Además de este órgano respiratorio, la especie presenta un conjunto de branquias rudimentarias. Aunque es probable que fueran usadas para respirar bajo el agua en un estado evolutivo anterior, ya no proveen suficiente oxígeno, por lo que un cangrejo sumergido en agua se ahogará en poco tiempo.

### Nariz
Otro órgano distintivo del cangrejo es su nariz. El proceso del olfato opera en forma distinta si se trata de moléculas hidrófilas en el agua o hidrófobas en la atmósfera. Como la mayoría de los cangrejos viven en el agua, poseen órganos especializados llamados aestetas en sus antenas para determinar al mismo tiempo la concentración y dirección de un olor.
Sin embargo, como Birgus latro vive en tierra, las aestetas de sus antenas difieren significativamente de las de otros cangrejos, y se asemejan más a los órganos olfativos de los insectos, llamados sensilia. A pesar de que los insectos y el cangrejo provienen de diferentes patrones evolutivos, la misma necesidad de detectar olores en el aire han llevado al desarrollo de órganos de notable similitud, en lo que constituye un claro ejemplo de convergencia evolutiva. Al igual que los insectos, Birgus latro mueve rápidamente sus antenas para mejorar su olfato. Tiene un sentido excelente y pueden detectar olores interesantes a través de grandes distancias; por ejemplo, el olor de carne asada, bananas y cocos llaman especialmente su atención, como fuentes potenciales de alimento.

## Reproducción
El cangrejo de los cocoteros se aparea en forma rápida y frecuente sobre tierra seca desde mayo hasta septiembre, especialmente en julio y agosto. Macho y hembra luchan hasta que el macho logra volcar a la hembra sobre su dorso para aparearse; todo el proceso lleva alrededor de 15 minutos. Poco después, la hembra pone sus huevos y los adhiere bajo su abdomen, acarreando los huevos fertilizados durante unos pocos meses. Al momento de la eclosión, usualmente de octubre a noviembre, la hembra deja las larvas (zoeas) en el mar durante la marea alta. Se ha documentado que todas las hembras hacen esto en la misma noche, saturando la playa de animales.
Las larvas flotan en el océano durante 28 días, durante los cuales un gran número son devoradas por los predadores. Luego permanecen otros 28 días en el fondo del mar y en la playa como cangrejos ermitaños, utilizando como protección caparazones descartados por otros animales. En este estado, se aventuran a veces hasta tierra firme, y —al igual que los cangrejos ermitaños— van cambiando de protección a medida que crecen. Los cangrejos jóvenes que no logran encontrar un caparazón en desuso usan trozos de cáscara de coco.  
Tras estos 28 días dejan definitivamente el mar y pierden su habilidad de respirar en el agua. Los cangrejos alcanzan la madurez reproductiva entre los 4 y 8 años de edad, uno de los períodos más largos entre los crustáceos.

## Alimentación

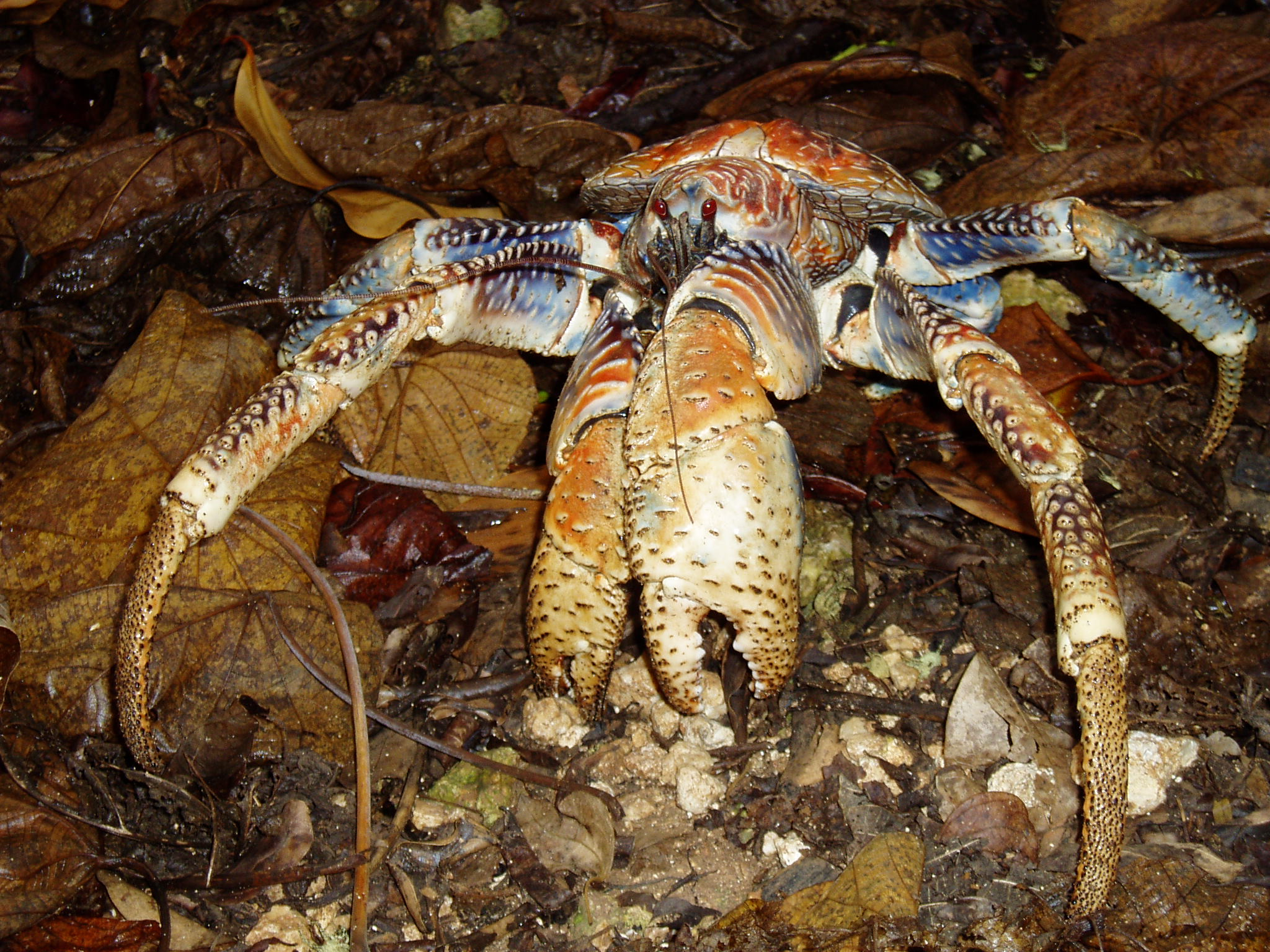
Ejemplar de Birgus latro juvenil fotografiado en las isla de Navidad.

La dieta del Birgus latro está constituida principalmente por frutos, en especial cocos e higos. Aunque puede alimentarse de cualquier tipo de materia orgánica, incluyendo hojas, frutas en descomposición, huevos de tortuga, cadáveres de animales y sus caparazones, que se cree que le aportan calcio. También son capaces de comer animales que sean lentos para huir, como tortugas marinas jóvenes. Durante un experimento se observó que devoraba hasta ratas de Polinesia. A menudo roba el alimento de otros animales y lo lleva a su guarida, para permanecer seguro mientras come. 
El cangrejo trepa los árboles para comer cocos u otras frutas, y también lo hace para escapar del calor o de otros predadores. Aunque se creía que cortaba el coco de la palmera para comerlo en el suelo, según el biólogo alemán Holger Rumpf, el animal no tiene la inteligencia suficiente para una estrategia sobre el tema, y simplemente puede caerse el fruto cuando intenta abrirlo en la palmera.[cita requerida] El cangrejo perfora agujeros en el coco con sus fuertes pinzas para comer el contenido: esta conducta es única en el reino animal. 
Durante largo tiempo se dudó de esta capacidad del animal, y en varios experimentos algunos ejemplares en cautiverio llegaron a morir de hambre rodeados de cocos. Sin embargo, en la década de 1980 Rumpf logró observarlos y estudiarlos en su medio natural, donde abren los cocos sin dificultad.
El cangrejo ha desarrollado una técnica especial para poder abrirlos: si el coco tiene todavía su cobertura externa, se valdrá de las pinzas para sacarla en tiras, comenzando por el punto de germinación, un grupo de tres pequeños círculos en el lugar donde el coco se fija a la palmera. Una vez que estos poros están visibles, el cangrejo golpea uno de ellos con sus pinzas hasta que lo perfora. Luego gira y utiliza sus pinzas pequeñas para extraer la pulpa del coco. Los ejemplares de cangrejo más grandes pueden igualmente servirse de las pinzas mayores para romper el coco en varios trozos y alimentarse así más fácilmente.

## Hábitat

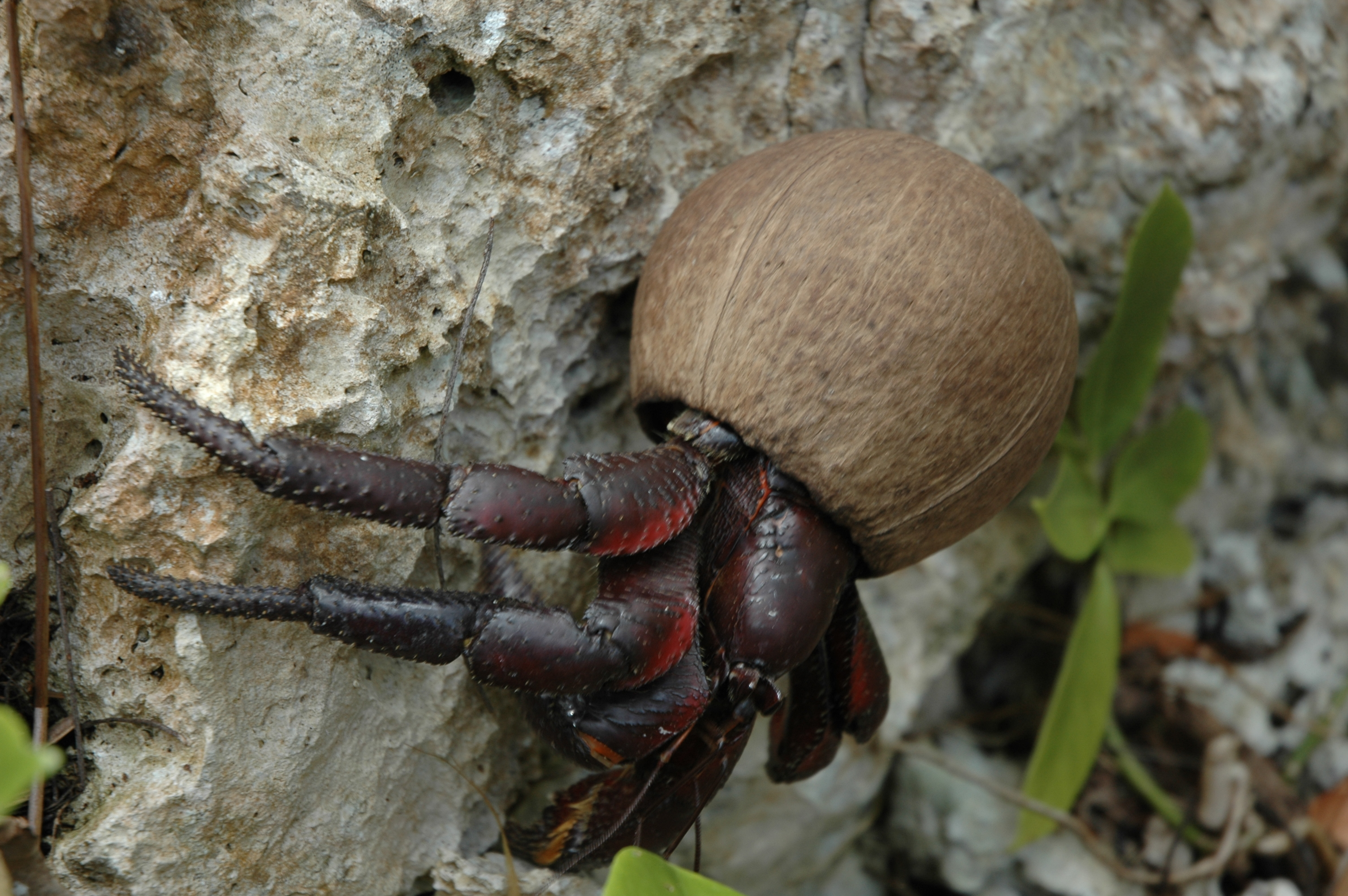
Cangrejo de los cocoteros en la Isla Henderson.

El cangrejo de los cocoteros habita en madrigueras o en grietas en las rocas, dependiendo del tipo de suelo. Cava sus propias madrigueras en la arena o suelo blando. Durante el día el animal permanece oculto para protegerse de los depredadores y reducir la pérdida de humedad por el calor. Mientras descansa en su madriguera, el animal clausura la entrada con una de sus pinzas para lograr el microclima húmedo que necesitan sus órganos respiratorios. 
En áreas con mucha población de cangrejos se puede ver a algunos durante el día, quizá para tomar ventaja en la búsqueda de alimento. Suelen salir de sus madrigueras si el día es húmedo o lluvioso, ya que estas condiciones climáticas le permiten respirar con más facilidad. Habita exclusivamente en tierra firme, y se han avistado ejemplares a más de 6 km tierra adentro.

## Distribución geográfica

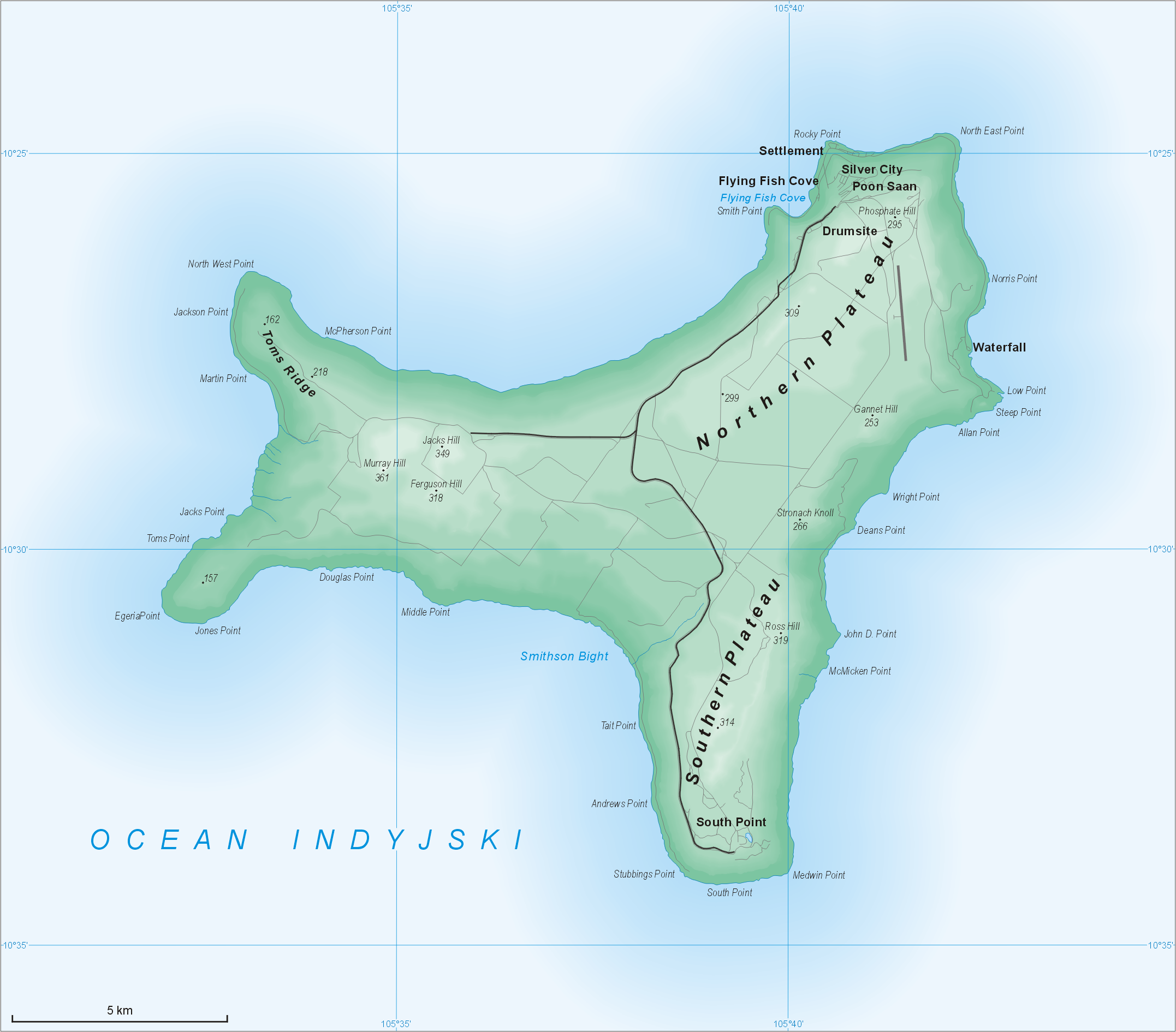
Mapa de la isla de Navidad, en el océano Índico, principal hábitat del cangrejo de los cocoteros.

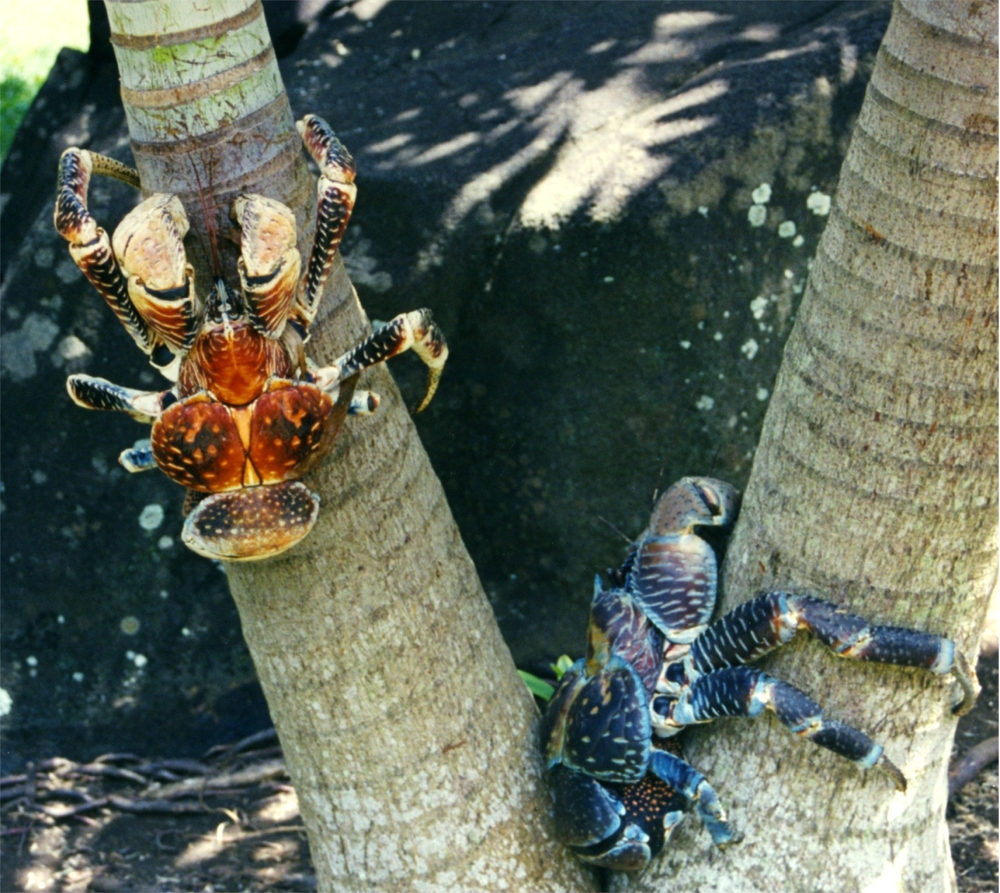
Cangrejos de los cocoteros en Bora Bora.

Birgus latro habita en áreas a lo largo del océano Índico y el Pacífico occidental. La mayor población y mejor conservada se encuentra en la isla de Navidad en el océano Índico, y existen poblaciones importantes en las islas Cook del océano Pacífico, especialmente en Pukapuka, Suwarrow, Mangaia, Takutea, Mauke, Atiu e isla Palmerston.
También se lo encuentra en las Seychelles, especialmente en Aldabra, islas Gloriosas, isla de Astove, Asunción, y Cosmoledo, aunque se ha extinguido en las islas centrales. Se conoce que también habita en Okinawa y en las islas Andamán, en la bahía de Bengala, y ocasionalmente en las islas de la Sociedad donde la más notable es Tahití.
Entre los ejemplares de las distintas islas hay diferencias de color que varían entre violeta, púrpura y marrón. Teniendo en cuenta que no pueden nadar de adultos, los cangrejos deben haber colonizado las islas como larvas. Sin embargo, algunos investigadores consideran que los 28 días del estadio larval no son suficientes para algunas de estas migraciones colonizadoras, y suponen que el cangrejo puede haber alcanzado islas distantes sobre maderos flotantes o pecios.
La distribución geográfica muestra algunas zonas vacías, como por ejemplo alrededor de Borneo, Indonesia o Nueva Guinea. Estas islas, fácilmente accesibles para el cangrejo y con un hábitat sustentable, no poseen sin embargo población de la especie. Esto se debe a que han sido llevados a la extinción por el consumo humano. Como excepción, existen cangrejos en las islas del Parque nacional marino Wakatobi en Célebes, Indonesia.

## Estado de conservación
De acuerdo con la IUCN, no existen datos suficientes para determinar si Birgus latro es una especie en peligro, y en consecuencia está clasificada como «DD» (datos deficientes). Se considera que la población es importante en varias islas, pero rara en otras. El desarrollo costero de muchas zonas reduce el hábitat natural de la especie.
Los ejemplares juveniles son vulnerables a las especies carnívoras exóticas, como ratas, cerdos u hormigas como la zancona. Los ejemplares adultos no tienen predadores naturales, a excepción del ser humano. Debido a su pobre visión, detectan a sus enemigos mediante las vibraciones del suelo.
Las concentraciones de población humana tienen efectos negativos sobre los cangrejos, y en algunas áreas se ha informado la disminución de la especie por causa de la excesiva recolección. En algunas zonas el animal es especie protegida, con regulaciones que prohíben su caza por debajo de determinados tamaños.

## En la cultura popular

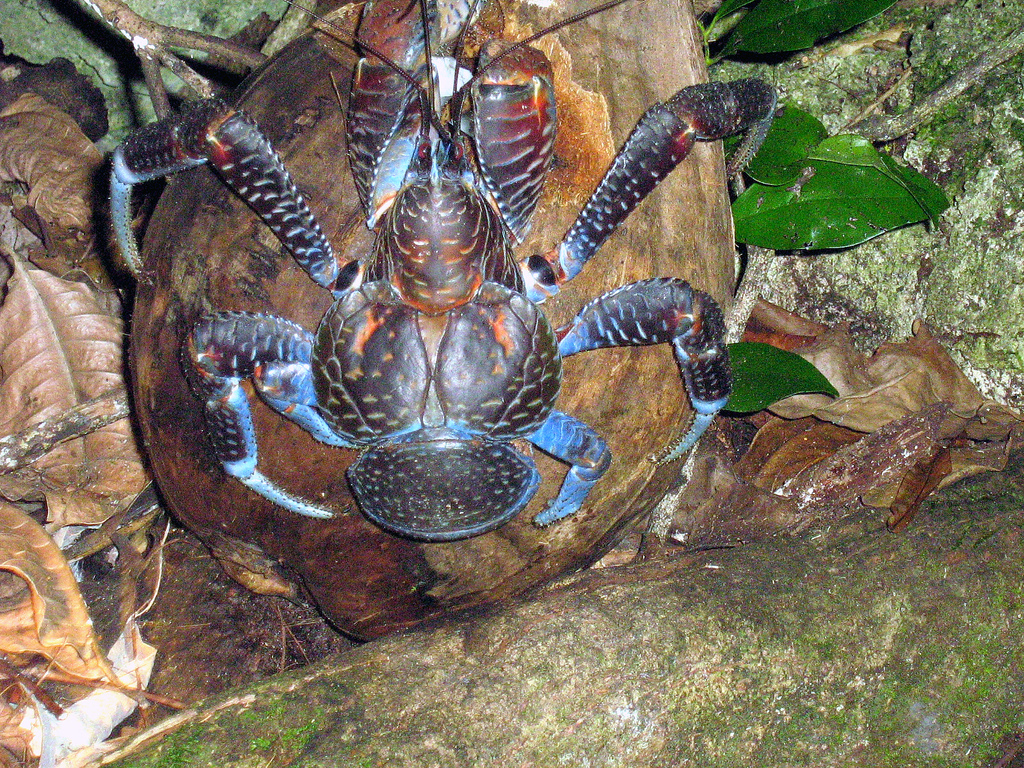
Cangrejo de los cocoteros en Niue, nótese su tamaño comparado con el del coco en el que está de pie.

Debido a su tamaño intimidante, este cangrejo tiene una posición especial en la cultura de los isleños. Se lo consume como alimento, considerándoselo una delicadeza gastronómica con efectos afrodisíacos, de sabor similar a la langosta y otras carnes de crustáceos. Las porciones más cotizadas son las huevas dentro de la hembra, y la región carnosa del abdomen. Los cangrejos pueden cocinarse de igual forma que las langostas, hervidos o al vapor. Las distintas islas ofrecen una variedad de recetas, por ejemplo cangrejo en leche de coco.
Si bien el cangrejo no es venenoso, puede serlo dependiendo de su dieta, y han ocurrido casos de intoxicación por su consumo. Se cree que el veneno proviene de toxinas de plantas, lo que explica el motivo de que algunos ejemplares sean venenosos y otros no. Algunos consideran afrodisíaco este veneno,[cita requerida] como ocurre con el muy venenoso pez globo consumido en Japón. De cualquier forma, los cangrejos de los cocoteros no constituyen un producto comercial y no se venden habitualmente.
La captura de cangrejos es ideal en noches de luna nueva con suelo húmedo y utilizando linterna eléctrica. El mejor momento son los tres días que siguen a la luna nueva. También pueden ser cazados durante el día, pero esto implica cavar en sus madrigueras o hacer fuego para ahumar sus refugios y lograr que salga de sus escondites. Es interesante saber que la quema de nueces de coco atrae a los cangrejos. 
Los niños a veces se entretienen con ellos poniendo algo de césped húmedo en algún reborde de una palmera: cuando el cangrejo baja, cree que el césped es el suelo y suelta sus pinzas del tronco, cayéndose. 
El cangrejo es admirado por su fortaleza, y se dice que los pobladores usan al animal para cuidar sus plantaciones de coco. Birgus latro puede llegar a  atacar a una persona si es amenazado.[cita requerida]
Los ejemplares juveniles son a veces comercializados como mascotas, por ejemplo en Tokio. La jaula para su cautiverio debe ser fuerte, ya que de otra manera el animal logra escapar usando sus pinzas.
En la película animada Moana aparece Tamatoa, un cangrejo de los cocoteros gigante, villano y acaparador de tesoros de Lalotai.